# Atracción de ramas largas

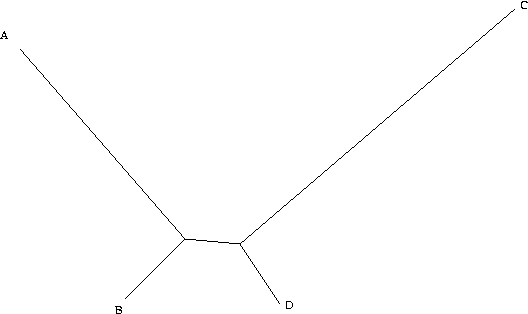
Un ejemplo de atracción de rama larga. En este "árbol verdadero", se puede esperar que las ramas que conducen a A y C tengan un mayor número de transformaciones de estado de caracteres que las ramas internas que conducen a B y D.

La atracción de ramas largas (LBA) es un error metodológico que se produce en los análisis de filogenia molecular cuando grupos que han evolucionado rápidamente son colocados erróneamente en la base de los árboles filogenéticos. El error es muy común cuando la evolución de un gen no ha seguido un modelo de reloj molecular y tiende a registrarse cuando se mide con el método de máxima parsimonia, cuando se recodifican los datos o se quitan especies de evolución más rápida. Este método, como otros que se rigen por un sistema de puntuación, no es capaz de diferenciar un gran cambio repentino de una divergencia evolutiva ancestral. La atracción de ramas largas se produce comúnmente en linajes que se separaron más tempranamente que en linajes que se separaron más recientemente.
Este error ocurre porque la saturación de las secuencias, la homoplasia y la heterogeneidad composicional no se miden bien en el análisis. Esto produce que las sustituciones paralelas (convergentes) en secuencias de evolución rápida se malinterpreten como caracteres derivados (compartidos) que pueden dar lugar a graves errores topológicos y provoca que los linajes de rápida evolución se coloquen en posición basal o con un grupo externo altamente divergente. Aunque no está bien estudiado, se sabe que la heterogeneidad composicional causa que los linajes de rápida evolución se agrupen así en los árboles debido a la composición en las secuencias de cobertura.
Se han propuesto una serie de estrategias para tratar la atracción de ramas largas y la heterogeneidad composicional entre secuencias, usando métodos que incorporen ritmos diferentes de probabilidad entre linajes (máxima parsimonia, por ejemplo), eliminando los sitios que evolucionan rápidamente, recodificando los datos con un alfabeto reducido, quitando grupos externos distantes o rompiendo las ramas largas agregando especies de evolución más lenta. La máxima parsimonia puede considerarse un buen método para los análisis moleculares pero últimamente la mayoría de los especialistas han decidido emplear métodos de inferencia probabilistas (por ejemplo, inferencia bayesiana) que pueden resultar más adecuados que los enfoques de parsimonia. 
Por ejemplo, los microsporidios han simplificado extremadamente su ARNr haciendo que sus secuencias parezcan más divergentes comparadas con las de sus parientes próximos. Esto provoca que en los árboles filogenéticos realizados sin tomar en cuenta los métodos mencionados aparezcan como un grupo eucariota muy primitivo mientras que los demás análisis los muestran como un grupo derivado de los hongos. La agrupación de animales espiralios "Platyzoa" que une a los platelmintos, gastrotricos y gnatiferos de evolución rápida es un ejemplo de como los linajes de evolución rápida pueden agruparse entre sí con un grupo externo divergente. Así, la interpretación de los datos tiene que realizarse con precaución. 
Un ejemplo muy conocido de este error es el que hizo que Carl Woese sugiriera en su sistema de los tres dominios que los eucariotas eran uno de los clados más antiguos de la naturaleza junto con las arqueas y bacterias, lo que se sabe que es posible tanto sobre la base de análisis morfológicos como paleontológicos y análisis moleculares recientes con métodos mejorados que los eucariotas por lo general derivan de las arqueas y no pudieron haber aparecido más tempranamente.

## Causas
La atracción de ramas largas se reconoció por primera vez como problemático al analizar conjuntos de caracteres morfológicos discretos bajo criterios de parsimonia, sin embargo, los análisis de máxima verosimilitud del ADN o las secuencias de proteínas también son susceptibles. Se puede encontrar un ejemplo hipotético simple como Felsenstein en 1978, donde se demuestra que para ciertos árboles "verdaderos" desconocidos, algunos métodos pueden mostrar un sesgo para agrupar ramas largas, lo que en última instancia da como resultado la inferencia de una relación hermana falsa. A menudo esto se debe a que la evolución convergente de uno o más caracteres incluidos en el análisis ha ocurrido en múltiples taxones. Aunque se derivaron de forma independiente, estos rasgos compartidos pueden mal interpretarse en el análisis como compartidos debido a una ascendencia común.
En los análisis moleculares y de agrupamiento, la atracción de ramas largas es el resultado de la forma en que funcionan los algoritmos de agrupamiento: los terminales o taxones con muchas autapomorfías (estados de caracteres únicos para una sola rama) pueden exhibir por casualidad los mismos estados que los de otra rama (homoplasia). Un análisis molecular agrupará estos taxones como un clado a menos que otras sinapomorfías superen las características homoplásticas para agrupar taxones hermanos verdaderos.

## Resultados
El resultado de las atracciones de ramas largas en análisis moleculares es que se puede inferir que los linajes que evolucionan rápidamente son taxones hermanos, independientemente de sus verdaderas relaciones. Por ejemplo, en los análisis basados en secuencias de ADN, el problema surge cuando las secuencias de dos (o más) linajes evolucionan rápidamente. Hay solo cuatro nucleótidos posibles y cuando las tasas de sustitución de ADN son altas, aumenta la probabilidad de que dos linajes desarrollen el mismo nucleótido en el mismo sitio. Cuando esto sucede, un análisis molecular puede interpretar erróneamente esta homoplasia como una sinapomorfía (es decir, evolucionar una vez en el ancestro común de los dos linajes).
Se puede observar el efecto contrario, ya que si dos (o más) ramas exhiben una evolución particularmente lenta entre un grupo más amplio y de evolución rápida, esas ramas pueden mal interpretarse como estrechamente relacionadas. Como tal, la "atracción de rama larga" puede expresarse de alguna manera mejor como "atracción de longitud de rama". Sin embargo, típicamente son ramas largas las que exhiben atracción.
El reconocimiento de la atracción de rama larga implica que hay alguna otra evidencia que sugiere que la filogenia es incorrecta. Por ejemplo, dos fuentes diferentes de datos (es decir análisis morfológicos y otros análisis moleculares) o incluso métodos o esquemas de partición diferentes podrían admitir una ubicación diferente para los grupos de ramificación larga. El Principio Auxiliar de Hennig sugiere que las sinapomorfías deben verse como evidencia de facto de agrupación a menos que haya evidencia contraria específica. Si un análisis molecular alternativo obtuvo un resultado diferente del otro es porque también hay una atracción de ramas largas entre uno de ellos.
Un método simple y efectivo para determinar si la atracción de ramas largas afecta o no la topología de los árboles es el método SAW, llamado así por Siddal y Whiting. Si se sospecha una atracción de rama larga entre un par de taxones (A y B), simplemente elimine el taxón A ("sierra" de la rama) y vuelva a ejecutar el análisis. Luego quite B y reemplace A, ejecutando el análisis nuevamente. Si cualquiera de los taxones aparece en un punto de ramificación diferente en ausencia del otro, hay evidencia de una atracción de rama larga. Dado que las ramas largas no pueden atraerse entre sí cuando solo hay una en el análisis, la colocación constante de taxones entre tratamientos indicaría que la atracción de ramas largas no es un problema. Otra estrategia propuesta es revisar las especies que se deseen incluir en el análisis puesto que algunas especies de los taxones a analizar pudieron sufrir pocas sustituciones moleculares o evolucionaron lentamente en contraposición con otras especies sesgadas que evolucionaron rápidamente o sufrieron grandes tasas de cambios moleculares. En este caso es recomendable incluir las especies de evolución más lenta reportadas ya que teóricamente se ha afirmado que las ramas no podrán mostrar sesgos para agruparse dado que estas especies son más conservacionistas.

## Ejemplo
Supongamos por simplicidad que estamos considerando un solo carácter binario (puede ser + o -) distribuido en el "árbol verdadero" no enraizado con longitudes de rama proporcionales a la cantidad de cambio de estado de caracteres, que se muestra en la figura. Debido a que la distancia evolutiva de B a D es pequeña, suponemos que en la gran mayoría de los casos, B y D exhibirán el mismo estado de carácter. Aquí, asumiremos que ambos son + (+ y - se asignan arbitrariamente y cambiarlos es solo una cuestión de definición). Si este es el caso, hay cuatro posibilidades restantes. A y C pueden ser ambos +, en cuyo caso todos los taxones son iguales y todos los árboles tienen la misma longitud. A puede ser + y C puede ser -, en cuyo caso solo un personaje es diferente, y no podemos aprender nada, ya que todos los árboles tienen la misma longitud. Del mismo modo, A puede ser - y C puede ser +. La única posibilidad restante es que A y C sean ambos -. En este caso, sin embargo, vemos a A y C, o B y D, como un grupo con respecto al otro (un estado de carácter es ancestral, el otro se deriva y el estado ancestral no define un grupo). Como consecuencia, cuando tenemos un "árbol verdadero" de este tipo, cuantos más datos recopilamos (es decir, cuantos más caracteres estudiamos), más de ellos son homoplásticos y admiten el árbol incorrecto. Por supuesto, cuando tratamos con datos empíricos en estudios filogenéticos de organismos reales, nunca conocemos la topología del árbol verdadero, y la hipótesis correcta podría ser la más parsimoniosa (AC) o (BD).

## Ejemplos de agrupaciones que son atribuibles a la atracción de ramas largas
- La colocación de los eucariotas en la base de las arqueas respaldando el sistema de los tres dominios, en lugar de colocar a los eucariotas dentro de Asgardarchaeota.
- La colocación de los microsporidios como un linaje eucariota de ramificación temprana en lugar de con los hongos rozelideos.
- La colocación de las arqueoamebas como un linaje eucariota de ramificación temprana en lugar de con los mixomicetos.
- La agrupación de los protozoos excavados (Discoba + Metamonada) en la base de los eucariotas. La solución a esto es que Metamonada se agrupe con Malawimonadea, mientras que Discoba puede agruparse con Diaphoretickes o ser un grupo parafilético eucariota.
- La colocación de los gusanos xenacelomorfos en la base de Bilateria en lugar de con los ambulacrarios.
- La colocación de los ctenoforos y placozoos en la base de los animales en lugar de agrupar a los poriferos en esta posición.
- La agrupación de los gusanos Platyzoa (Gnathifera + Platyhelminthes + Gastrotricha) y la colocación basal de los quetognatos en la base de Spiralia o Protostomia. La solución a esto sería la agrupación de los quetognatos con Gnathifera, la de los platelmintos con los gastrotricos.
- La exclusión de los dicemidos y los ortonectidos de Spiralia o Protostomia.
- La colocación de las arqueas DPANN en la base del clado arqueo-eucarionte en lugar de agruparlos dentro de Euryarchaeota.
- La colocación de Planctomycetes, Alphaproteobacteria, Chlamydiota, Mollicutes y Spirochaetota en la base de las bacterias en lugar de que Planctomycetes y Chlamydiae vayan dentro el grupo PVC, Alphaproteobacteria dentro de las proteobacterias, Mollicutes dentro de Bacillota y Spirochaetota dentro de Gracilicutes.
- La parafilia de las bacterias del clado Terrabacteria sobre las de Gracilicutes y la colocación de Patescibacteria en la base de las bacterias también han sido atribuibles a la atracción de ramas largas, según algunos autores.
- La filogenia bacteriana presenta árboles muy diversos con respecto a la colocación de los grupos bacterianos por lo que puede haber atracción de ramas largas entre algunos de estos árboles. Especialmente las bacterias son el segundo grupo que evoluciona más rápidamente solo después de los virus.